# Georgette (Vorname)
Georgette ist ein weiblicher Vorname.

## Herkunft und Bedeutung
Der Name ist die französische weibliche Form von Georg. Weitere weibliche Varianten sind Georgine und Gigi. Die französische männliche Form ist Georges.

## Bekannte Namensträgerinnen
- Georgette Agutte (1867–1922),  französische Malerin und Bildhauerin
- Georgette Anys (1909–1993), französische Film- und Theaterschauspielerin
- Georgette Andre Barry (1919–2003), US-amerikanische Schauspielerin
- Georgette Bréjean-Silver (1870–1951), französische Opernsängerin
- Suzanne Georgette Charpentier (1907–1996), französische Filmschauspielerin
- Georgette Dee (* 1958), deutsche Kunstfigur eines unbekannten Sängers und Schauspielers
- Georgette Gagneux (1907–1931), französische Sprinterin, Weitspringerin und Kugelstoßerin
- Georgette Heyer (1902–1974), englische Schriftstellerin
- Gérardine Herbos (1884–??), belgische Eiskunstläuferin
- Georgette Leblanc (1869–1941), französische Opernsängerin
- Georgette Legée (1914–1993), französische Wissenschaftshistorikerin
- Georgette de Montenay (1540–1606 oder 1607), französische Schriftstellerin
- Georgette Nkoma (* 1965), kamerunische Leichtathletin
- Georgette Spelvin, Pseudonym von Georgina Spelvin (* 1936), US-amerikanische Pornodarstellerin
- Georgette Tentori-Klein (1893–1963), Schweizer Bildhauerin und Textilkünstlerin
- Georgette Thiollière-Miller (* 1920), französische Skirennläuferin
- Georgette Tsinguirides (* 1928), deutsch-griechische Balletttänzerin, Choreologin, Ballettmeisterin
- Georgette Lizette Withers (1917–2011), britische Schauspielerin